# José Ferraz de Almeida Júnior
José Ferraz de Almeida Júnior (Itu, 8 maggio 1850 – Piracicaba, 13 novembre 1899) è stato un pittore brasiliano. È uno dei più importanti esponenti del realismo brasiliano.

## Biografia
La sua carriera artistica iniziò mentre stava lavorando come campanaro presso la chiesa di "Nostra Signora della Candelaria" dove realizzò alcune piccole opere su temi religiosi. Il prete stesso non era sufficientemente impressionato dal suo lavoro, perciò andò a studiare a Rio de Janeiro.
Nel 1869, si iscrisse all'Accademia Imperiale di Belle Arti, dove studiò con Victor Meirelles e Pedro Américo. Dopo la laurea tornò a Itu, dove aprì uno studio.
Nel 1876, durante una visita della regione di San Paolo, l'imperatore Pietro II rimase colpito dal lavoro di José e gli offrì personalmente il suo sostegno finanziario. Nello stesso anno, un regio decreto gli assegnò 300 franchi al mese al fine di studiare a Parigi. Ben presto si stabilì a Montmartre e si iscrisse presso l'École des Beaux-Arts, diventando uno dei tanti studenti di Alexandre Cabanel.

### Ritorno in Brasile
Rimase a Parigi fino al 1882 poi, dopo un breve viaggio in Italia, tornò in Brasile ed espose le opere che aveva creato durante la sua assenza. L'anno successivo aprì uno studio a San Paolo e diede lezioni. Inoltre tenne mostre d'arte esclusive ed eseguì ritratti di personaggi famosi, che vanno dai magnati del caffè ai politici repubblicani. Nel 1884 tenne una mostra presso il "Exposição Geral de Belas Artes".
Un anno dopo, Victor Meirelles gli offrì la carica di professore di storia della pittura presso l'Accademia, ma Júnior rifiutò l'offerta, preferendo rimanere a San Paolo. Dal 1887 al 1896 fece altri tre viaggi in Europa. Durante questo periodo si avvicinò al Naturalismo.

### Morte
La sua vita terminò tragicamente un anno dopo, quando fu accoltellato a morte davanti all'Hotel Central a Piracicaba dal cugino José de Almeida Sampaio, marito della sua amante.

## Galleria d'immagini

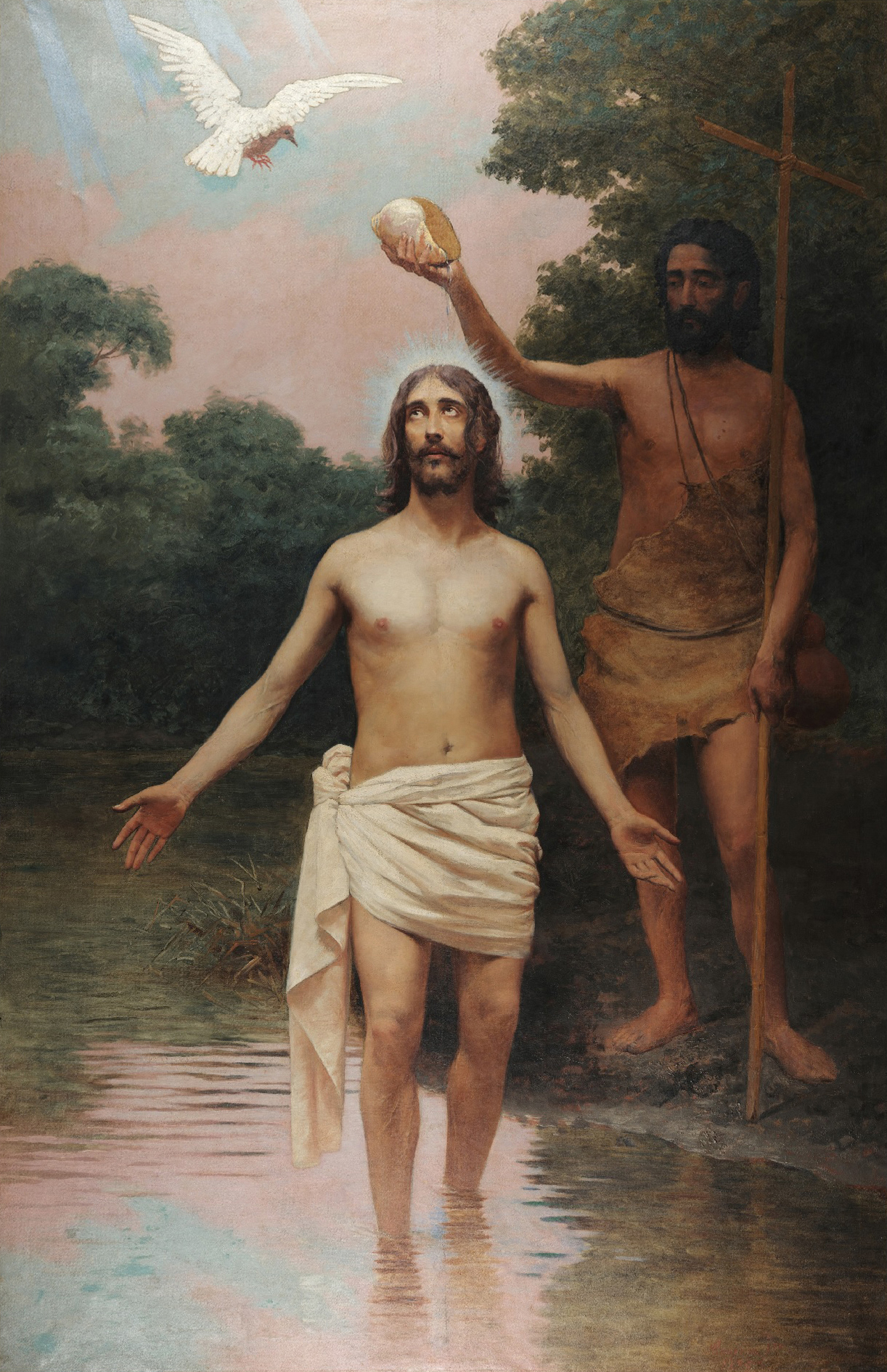
Battesimo di Cristo (1895)
Saudade (1899)
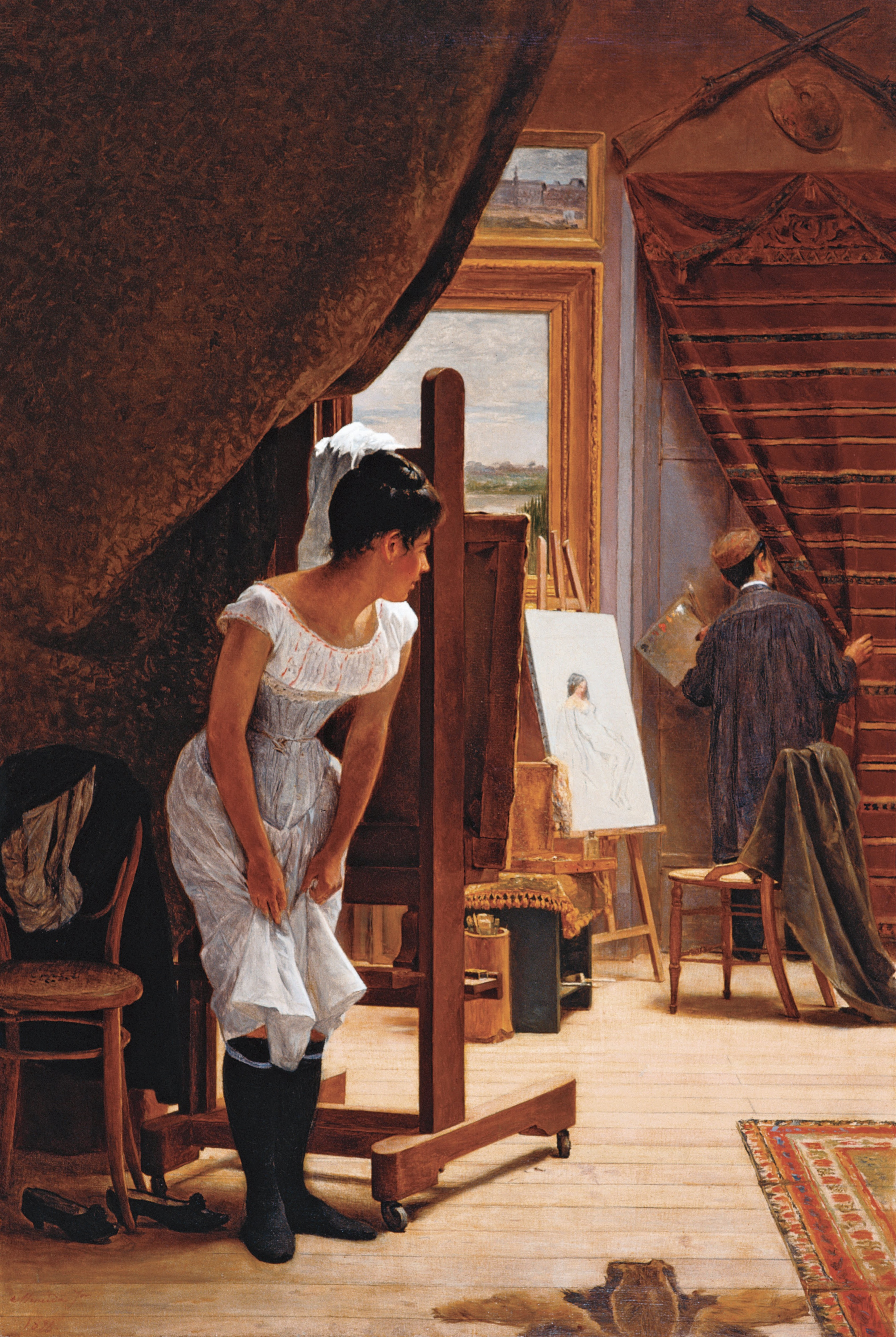
L'Inopportuno (1898)
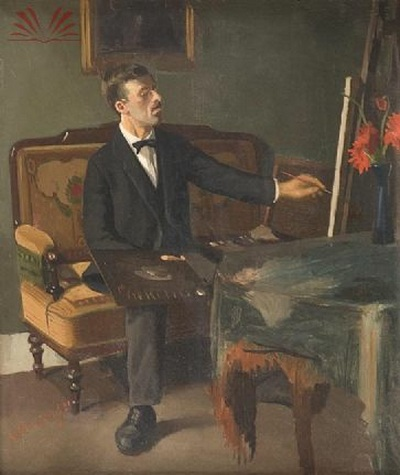
Un pittore
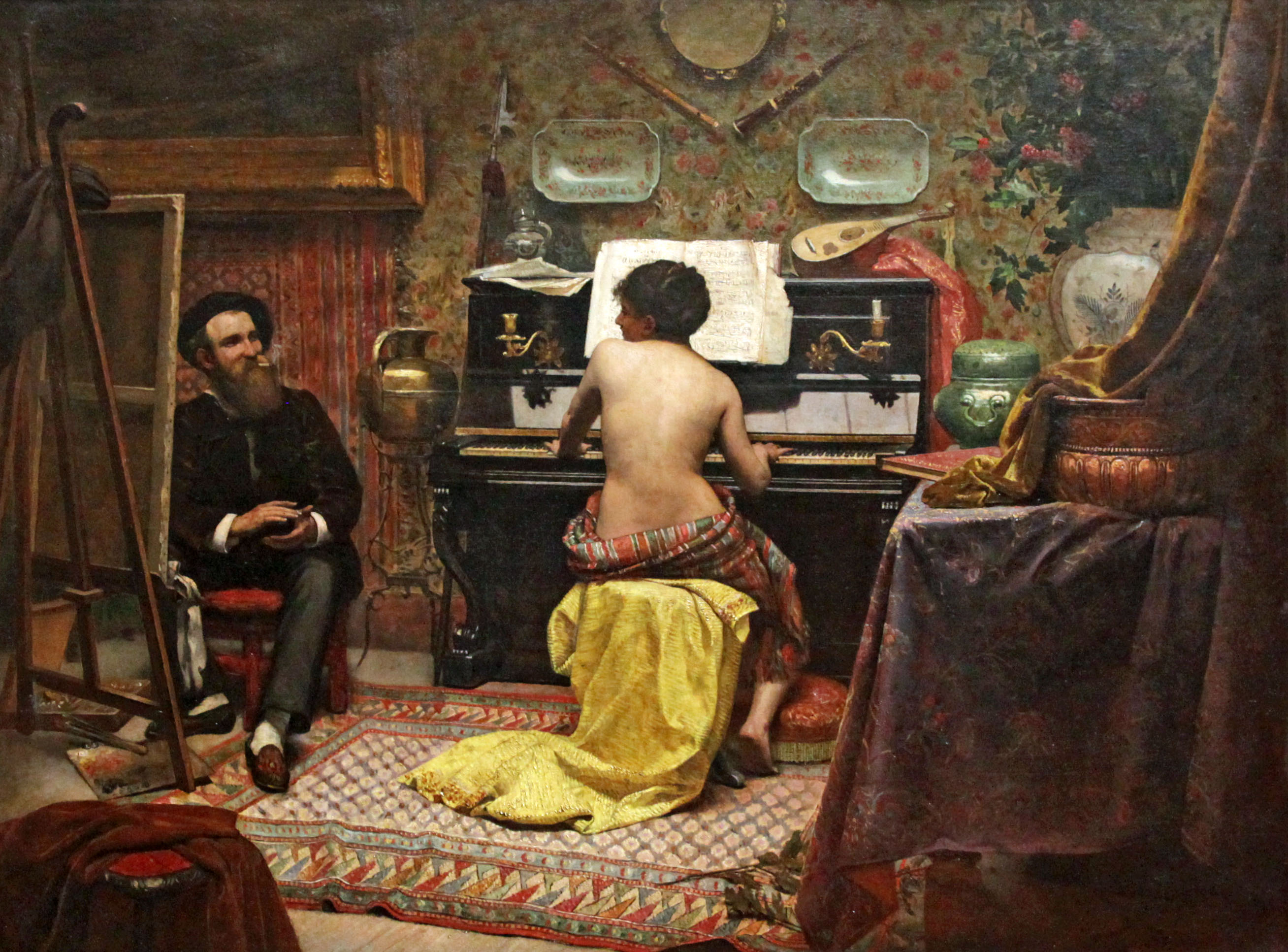
Descanso do Modelo